# 2017年亞洲冬季運動會冰壺比賽
2017年亞洲冬季運動會冰壺比賽於2月18日至24日在札幌冰壺體育館舉行。

## 獎牌榜
| 排名 | 国家／地区 | 金牌 | 银牌 | 铜牌 | 總數 |
| ---- | ---------- | ---- | ---- | ---- | ---- |
| 1    | 中国       | 2    | 0    | 0    | 2    |
| 2    | 日本       | 0    | 1    | 1    | 2    |
| 2    | 韩国       | 0    | 1    | 1    | 2    |
| 总计 | 总计       | 2    | 2    | 2    | 6    |

## 獎牌得主
| 項目     | 金牌                                                 | 银牌                                                               | 铜牌                                                                   |  |  |  |
| 男子賽事 | 中国（CHN） · 劉銳 · 徐晓明 · 巴德鑫 · 臧嘉亮 · 邹强 | 日本（JPN） · 两角友佑 · 清水彻郎 · 山口刚史 · 两角公佑 · 平田洸介 | 韩国（KOR） · 金秀赫 · 朴鍾德 · 金泰焕 · 南允浩 · 柳旻絃               |  |  |  |
|          |                                                      |                                                                    |                                                                        |  |  |  |
| 女子賽事 | 中国（CHN） · 王冰玉 · 王芮 · 刘金莉 · 周妍 · 杨莹   | 韩国（KOR） · 金恩贞 · 金敬爱 · 金善英 · 金荣美                    | 日本（JPN） · 藤泽五月 · 吉田知那美 · 铃木夕湖 · 吉田夕梨花 · 本桥麻里 |  |  |  |

## 參賽代表團
共有6個代表團派員參賽。
- 中国（10）
- 中华台北（5）
- 日本（10）
- （10）
- （8）
- 韩国（9）